# Luciano Bottaro
Luciano Bottaro (* 16. November 1931 in Rapallo; † 25. November 2006 ebenda) war einer der populärsten italienischen Comiczeichner. Bekannt ist er vor allem durch seine Arbeit für Mondadori; zusammen mit Romano Scarpa (1927–2005) und Giovan Battista Carpi (1927–1999) zählt er zu den „Legenden“ der italienischen Disney-Comics.
Seine ersten Arbeiten fertigte Luciano Bottaro 1949 für das Magazin Lo Scolaro an. Erste Disney-Comics zeichnete er 1952, anfangs arbeitete er vor allem mit Texter Guido Martina zusammen. Später war Bottaro selbst als Autor aktiv, oft setzte auch Carlo Chendi in langjähriger und fruchtbarer Teamarbeit die Ideen des Maestros in Skripte um. In Deutschland bekannt sind vor allem Bottaros Geschichten mit literarischem Hintergrund, die dort in frühen Ausgaben des Lustigen Taschenbuchs erschienen, tatsächlich war Luciano Bottaro aber über 50 Jahre lang als Zeichner und Autor tätig. Seine Hauptaktivität lag in den 1950er bis 1970er Jahren, seitdem wurde er in puncto Popularität von jüngeren Zeichnern wie Massimo De Vita oder Giorgio Cavazzano überholt. Zu seinen bekanntesten Figuren zählt die aus einem Donald-Duck-Kurzfilm adaptierte Hexe Hicksi, die in zahlreichen Geschichten vor allem Goofy zu schaffen macht, welche durch Bottaro fest in den Disney-Comics etabliert wurde. Die meisten seiner Geschichten spielten im Duck-Universum, er zeichnete allerdings auch Micky-Maus-Geschichten, wie z. B. Eine Stadt in Hypnose (LTB 34), die das Thema Manipulation durch Massenmedien behandelt. Für Rolf Kauka zeichnete er in den 1960er Jahren einige Fix und Foxi-Episoden. 1968 gründete er mit Chendi und Giorgio Rebuffi das Studio Bierreci, das Disney-, Kauka-, Warner Bros.- und andere Comics produzierte und bis 1985 existierte. Neben Bottaros Disney-Comics sind in Deutschland auch einige seiner eigenen Serien bekannt, z. B. Pik-König (Re di Picche) und vor allem der kleine Pirat Pepito als Titelfigur sowohl eines Comicmagazins wie eines -taschenbuchs bei Kauka, wo auch noch anderes Material von ihm erschien.